# Sigøjnerjagt
|  | Denne artikel er oprettet af botten Steenthbot ud fra en ekstern database. Den kan derfor have sproglige fejl eller mangler. Denne skabelon kan fjernes efter kontrol af indholdet. |

Sigøjnerjagt er en dansk børnefilm fra 2019 instrueret af Mikkel Andreas Smidt.

## Handling
Den svenske og danske afdeling af et internationalt selskab holder et vigtigt frokostmøde på et stilfuldt hotel ved stranden. Der er en sammenlægning under opsejling. Karsten er under ufatteligt pres fra sin chef Henrik for at sikre, at dagen bliver vellykket. Det underholdningsindslag, Karsten har planlagt, er nødt til at være en succes - ellers kan han miste sit job.

## Medvirkende
- Nicolai Jandorf
- Jesper Groth
- David Rousing
- Lars Simonsen
- Morten Wiedenbein